# Smithsonit
Smithsonit (Beudant, 1832), chemický vzorec ZnCO3 (uhličitan zinečnatý), je klencový minerál. Je pojmenován po Jamesi Smithsonovi (1754 - 1829), britském chemiku a mineralogovi, zakladateli Smithsonova institutu ve Washingtonu, D.C.

## Vznik
Druhotný minerál vzniklý v oxidační zóně zinkových rud. Nachází se také v sedimentech nebo je výsledkem přímé oxidace sfaleritu.

## Morfologie
Tvoří krystaly, krápníky, krystalické kůry, náteky, zrnité a zemité agregáty. Krystaly mají tvar romboedru.

## Vlastnosti
- Fyzikální vlastnosti: Tvrdost 5, hustota 4,45 g/cm³, dokonalá štěpnost podle {1011}, křehký. Lom nerovný. Netaví se.
- Optické vlastnosti: Barva: bílá, žlutá, červená, zelená, modrozelená, hnědá. Průhledný až průsvitný, lesk skelný až perleťový, vryp bílý.
- Chemické vlastnosti: Složení: 52,15 % Zn, 9,58 % C, 38,28 % O. Rozpustný v kyselinách.

## Podobné minerály
kalcit, hemimorfit, chalcedon

## Parageneze
galenit, hydrozinkit, sfalerit, hemimorfit, willemit, cerusit, malachit, azurit, aurichalcit, anglesit

## Využití

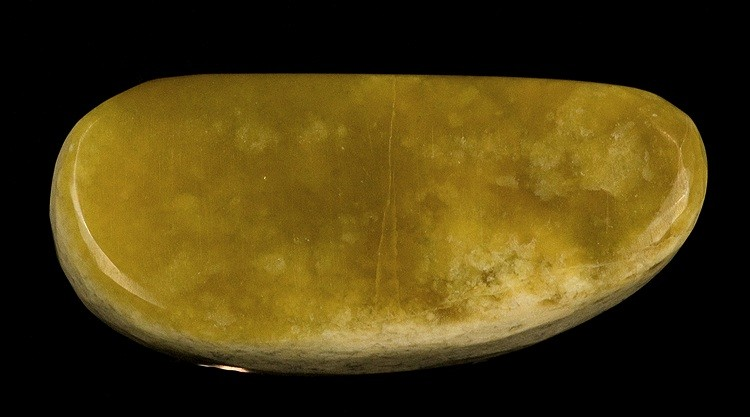
Vyleštěný žlutý smithsonit, Sardinie, Itálie

Smithsonit je důležitou rudou zinku. Výroba barev (běloby), farmaceutický průmysl masti a zásypy. Někdy jako drahý kámen.

## Naleziště
- Česko – Příbram, Nová Ves u Rýmařova
- Slovensko – Poniky, Ochtiná
- Německo – Altenberg, Wiesloch
- Rakousko – Reibl, Bleiburg
- Řecko, Sardinie, Rusko, Namibie, Spojené státy americké, Vietnam, Austrálie aj.